# Escola La Masia
L'Escola La Masia, anteriorment Escola Tramuntana i Escola Mistral, és una escola de Museros, població de l'Horta Nord, al País Valencià. Funciona com a cooperativa i destaca per oferir una ensenyança feminista, antifeixista i en valencià. El seu lema és «Fent escola, fent país».
Fou fundada l'octubre del 1968 per un grup de mestres i pares seguint els principis pedagògics de Célestin Freinet. Inicialment, rebé el nom d'Escola Tramuntana i se situà al Vedat de Torrent, en un xalet llogat amb este fi. Hi havia una vintena d'estudiants d'entre 2 i 14 anys a càrrec de tres mestres provinents de la secció pedagògica de Lo Rat Penat. Fou la primera escola que feu l'ensenyament en valencià al País Valencià després del període republicà. Durant més de deu anys tingué dues seus, una a Manises i l'altra a les Masies de Montcada, fins que el 1982 s'establí l'Escola La Masia com a tal.
El 2018, fou una de les tres entitats finalistes del V Premi Martí Gasull i Roig, organitzat per la Plataforma per la Llengua, d'entre les 539 proposades a la distinció. Finalment, Catalunya Ràdio fou honorada amb el premi enfront de l'Escola La Masia i els Cinemes Texas.